# Łużki (rejon mohylewski)
Łużki (biał. Лужкі; ros. Лужки) – wieś na Białorusi, w obwodzie mohylewskim, w rejonie mohylewskim, w sielsowiecie Paszkawa, nad Łachwą.